# Otwock Wielki
Otwock Wielki – wieś sołecka w Polsce położona w województwie mazowieckim, w powiecie otwockim, w gminie Karczew. Leży na terenie mikroregionu etnograficznego Urzecze.
| SIMC    | Nazwa  | Rodzaj    |
| ------- | ------ | --------- |
| 0003613 | Osiny  | część wsi |
| 0003620 | Rokola | część wsi |

W latach 1975–1998 miejscowość administracyjnie należała do województwa warszawskiego.
W latach 1867–1916 Otwock Wielki był siedzibą Gminy Otwock.
W miejscowości tej wznosi się barokowy Pałac Bielińskich (1682–1689), dzieło Tylmana z Gameren, przebudowany w latach 1750–1760 przez Jakuba Fontanę.
5 lutego 1752 Franciszek Bieliński wydał w Otwocku Wielkim dokument powołujący w Ostrowie (Wielkopolskim) pierwszą w Polsce zawodową straż pożarną.

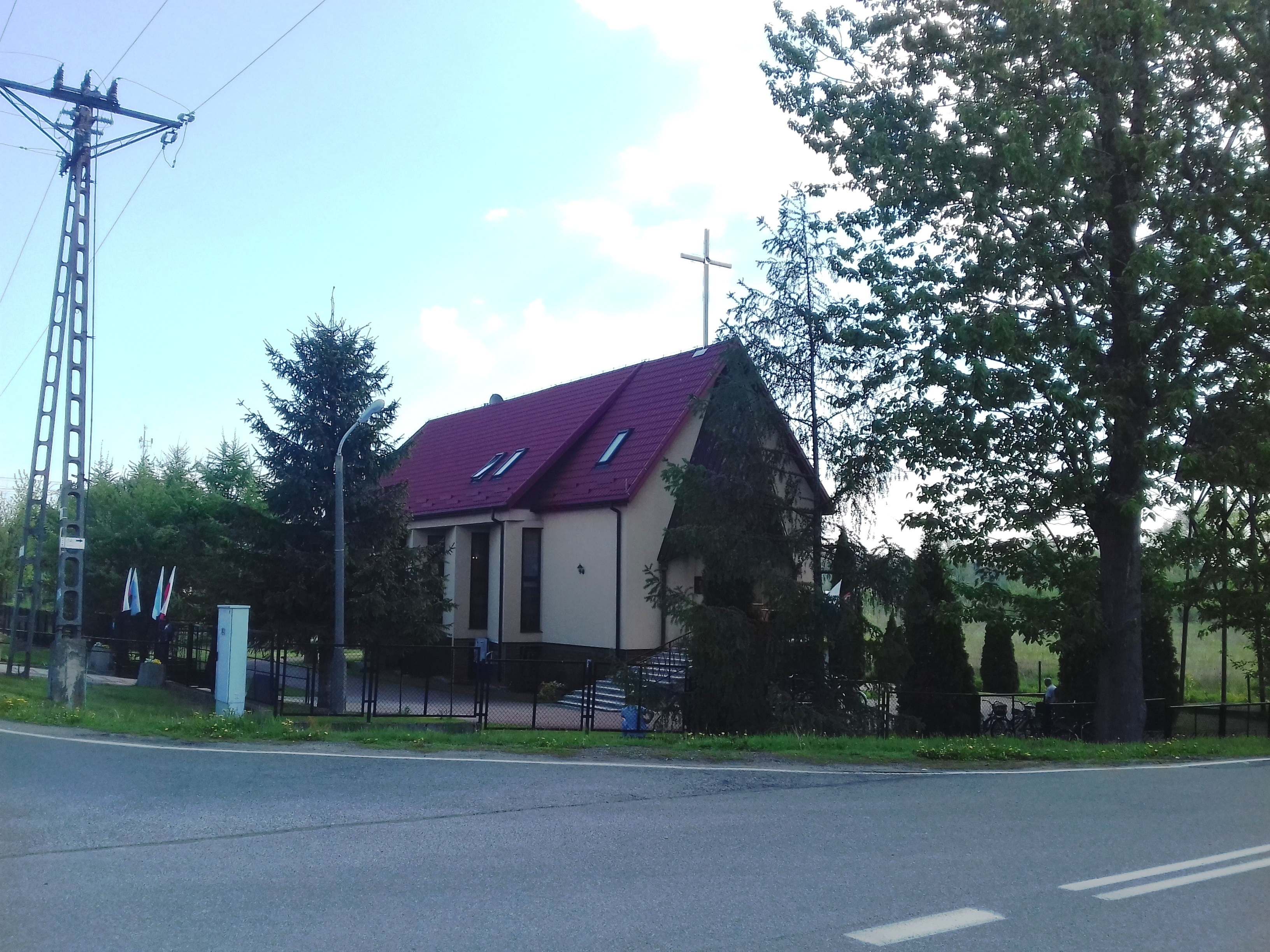
Kościół Matki Bożej Ostrobramskiej

Po 1945 r. w pałacu mieścił się m.in. dom poprawczy dla dziewcząt. Od początku lat 70. XX w. budynek znalazł się w dyspozycji Urzędu Rady Ministrów PRL (następnie RP), w latach 1989–1998 w dyspozycji Prezydenta RP. Od grudnia 1981 r. do maja 1982 r. w pałacu internowany był Lech Wałęsa.
Wieś jest siedzibą rzymskokatolickiej parafii Matki Bożej Ostrobramskiej w Otwocku Wielkim.